# Polyrhachis daphne
Polyrhachis daphne é uma espécie de formiga do gênero Polyrhachis, pertencente à subfamília Formicinae.